# Seios venosos durais
Os seios venosos durais (também chamados de seios durais, seios cerebrais ou seios cranianos) são canais venosos encontrados entre as camadas de dura-máter no cérebro.
Eles recebem sangue das veias internas e externas do cérebro,
Recebem ainda líquido cefalorraquidiano (líquor) do espaço subaracnóideo através de granulações aracnoideias que se encontram presentes nas cavidades areolares da dura máter (também chamadas de saculações) (apenas no seio sagital superior).
Drenam na veia jugular interna.
Uma trombose nalguns destes seios provoca um aumento de pressão craniana que em última analise pode levar à morte.

## Seios venosos
| Nome                  | Drena para                         |
| Seio sagital inferior | Seio reto                          |
| Seio sagital superior | Confluência dos seios              |
| Seio reto             | Confluência dos seios              |
| Seio occipital        | Confluência dos seios              |
| Confluência dos seios | Seio transverso                    |
| Seio cavernoso        | Seios petrosos superior e inferior |
| Seio transverso       | Seio sigmóide                      |
| Seio petroso superior | Seio sigmóide                      |
| Seio petroso inferior | Veia jugular interna               |
| Seio sigmóide         | Veia jugular interna               |

## Relevância Clinica
Trauma aos seios venosos durais pode resultar em trombose dentro destes. Outra causa comum de trombose dos seios durais é celulite orbitária. Embora raras, as tromboses de seios venosos durais podem resultar em hemorragia, necrose tecidual e edema cerebral. Tais complicações ocasionalmente levam à deficiências neurológicas, epilepsia e até morte.